# Mine de Peak Downs
La mine de Peak Downs est une mine à ciel ouvert de charbon située dans le bassin minier de Bowen dans le Queensland en Australie. Elle a commencé sa production en 1972. Elle appartient à BHP Billiton Mitsubishi Alliance, une coentreprise entre BHP Billiton et Mitsubishi. Elle a une capacité de production d'environ 9 millions de tonnes par an, sa production moyenne étant autour de 7,5 millions de tonnes. La mine emploi en 2002, 568 personnes.